# آغلال
آغلال (به عربی: آغلال) یک شهرداری در الجزایر است که در استان عین تموشنت واقع شده‌است.

## خصوصیات
آغلال ۱۳۱٫۲ کیلومترمربع مساحت و ۷٬۱۴۶ نفر جمعیت دارد.